# بن ادامز (ورزشکار دو و میدانی)
بن ادامز (انگلیسی: Ben Adams؛ ۳۱ مارس ۱۸۹۰ – March 14, 1961 (aged 70)) ورزشکار دو و میدانی اهل ایالات متحده آمریکا بود.
وی در مسابقات کشوری و بین‌المللی در مجموع برندهٔ ۱ مدال نقره، ۱ مدال برنز شده‌است.